# Tony Fruscella
Tony Fruscella est un trompettiste de jazz américain, né le 4 février 1927 à Orangeburg (New York)) et décédé le 14 août 1969 à New York.
Il a été marié avec l’actrice et chanteuse Morgana King.

## Biographie
Né en 1927, Tony Fruscella passe sa jeunesse dans un orphelinat où il apprend la trompette. À 14 ans, il continue ses études de musique auprès de Jerome Cnuddle. À 18 ans, Il joue un temps dans un orchestre militaire.
Libéré, on le retrouve brièvement dans le big band de Charlie Barnet et comme sideman dans les formations de Lester Young, Gerry Mulligan (Festival de Newport, 1954), Stan Getz,… En 1955, il enregistre pour le label « Atlantic » son unique disque « officiel » (des enregistrements faits lors de concerts et une séances inédite avec le saxophoniste Chuck Maures seront publiés longtemps après son décès). Il se produit assez régulièrement avec les saxophonistes Brew Moore et Allen Eager ou le cornettiste Don Joseph (on trouve une description d’un de ces concerts dans "Le Vagabond solitaire" de Jack Kerouac).
À partir de la fin des années 50, miné par l’alcool, la drogue, il passe, selon le témoignage d’Al Levitt, plus de temps en prison ou dans les hôpitaux que sur la scène musicale. Il passe les dernières années de sa vie comme « sans domicile fixe » et meurt des suites d’une cirrhose en 1969.

## Style
Tony Fruscella était un trompettiste au jeu particulièrement poignant. Le timbre voilé de sa trompette est facilement identifiable. Son style est assez proche de celui de Chet Baker, mais il fait montre, peut-être, d’un lyrisme encore plus sombre. Le critique Jean Wagner a écrit « Tony Fruscella est peut-être le trompettiste le plus triste et le plus désespéré de toute l'histoire du jazz ; une tristesse sans révolte, un désespoir mélancolique qui semble venir du fond des âges ».

## Discographie exhaustive
- http://www.jazzdiscography.com/Artists/Fruscella/tf-disc.htm